# Zack Williams
Zack Williams (Pasadena, 27 dicembre 1988) è un ex giocatore di football americano statunitense che ha giocato nel ruolo di centro nella National Football League (NFL). Fu scelto nel corso del sesto giro (203º assoluto) del Draft NFL 2011 dai Panthers. Al college ha giocato a football alla Washington State University.

## Carriera professionistica

### Carolina Panthers
Williams fu scelto nel corso del sesto giro del Draft 2011 dai Carolina Panthers. Nella sua stagione da rookie non disputò alcuna partita. La sua prima gara da professionista la disputò nella settimana 11 della stagione 2012 contro i Tampa Bay Buccaneers. Quella fu la sua unica presenza dell'anno.

## Palmarès
- 1 Mondiale (2015)

## Statistiche
| Partite totali      | 1 |
| Partite da titolare | 0 |

Statistiche aggiornate alla stagione 2012